# Prudnîkove, Lenine
Prudnîkove (în ucraineană Прудникове) este un sat în comuna Marfivka din raionul Lenine, Republica Autonomă Crimeea, Ucraina.

## Demografie
Componența lingvistică a localității Prudnîkove
     Rusă (93,1%)
     Română (6,9%)
Conform recensământului din 2001, majoritatea populației localității Prudnîkove era vorbitoare de rusă (93,1%), existând în minoritate și vorbitori de română (6,9%).